# Джон Ламберт

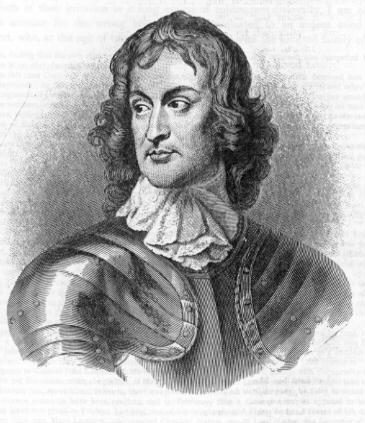
Генерал Ламберт

Джон Ламберт (англ. John Lambert, 1619—1683) — англійський генерал XVII століття.
На початку громадянської війни став на бік парламенту і допомагав Оліверу Кромвелю підкорювати  Шотландію (1648—1651). Сприяв зведенню Кромвеля на пост протектора, але коли парламент запропонував Кромвелю корону, Ламберт був серед найактивніших супротивників цього рішення.
Коли, після смерті Кромвеля, його син Річард, що зайняв пост лорда-протектора, став спиратися не на військо, а на парламент, Ламберт, від імені армії, що збунтувалася, виступив проти Річарда. Після добровільної відставки Річарда Кромвеля (1659) парламент призначив Ламберта другим начальником армії. Він був за військову республіку, але відступив перед військом Джорджа Монка, що рухалося з Шотландії. В 1660 намагався ще раз підняти повстання, але невдало.
Після реставрації Стюартів Ламберт був звинувачений у державній зраді (1662), але указом короля Карла II смертний вирок йому був замінений тюремним ув'язненням. Ламберт помер в 1683 р. в Плімутській в'язниці.

## Персональні дані
Джон Ламберт народився в Калтон-Холлі, поблизу Кіркбі-Малхема в Йоркширі, в сім'ї Джозіаса Ламберта (1554-1632) і його третьої дружини Енн Піготт (приблизно 1605-1643). У нього було дві зведені сестри від попередніх шлюбів батька, Кассандра і Джейн.
Наприкінці 1620-х років Джозіас, який був визнаним представником дрібного йоркширського дворянства, зазнав серйозних фінансових труднощів і майже збанкрутував. Будучи неповнолітнім, Джон Ламберт став опікою сера Вільяма Лістера, давнього друга сім’ї, який, здається, заплатив за його освіту в Трініті-коледжі, Кембридж.
У 1639 році він одружився з Френсіс Лістер (1622–1676), молодшою донькою сера Вільяма; у них було троє дітей, які вижили в дорослому віці, Томас (1639-1694), Джон (1639-1701) і Мері (1642-1675).

## Спадщина
Він був автором Інструменту правління, першої писаної конституції у світі, яка кодифікувала суверенні повноваження. [потрібне цитування] Інструмент правління був замінений у травні 1657 року другою, останньою та вимерлою кодифікованою конституцією Англії, Humble Petition and Advice.
Кажуть, що характер Ламберта мав більше спільного з роялістом, ніж з пуританським духом. Марнославний і честолюбний, він вірив, що Кромвель не зможе витримати без нього; і коли Кромвель помер, він вважав, що має право стати його наступником. Як солдат він був набагато більшим, ніж бойовий генерал і володів багатьма якостями великого генерала. Він був умілим письменником і оратором, а також досвідченим ведучим переговорів і отримував задоволення від тихих і домашніх справ. Він навчився любити садівництво від лорда Ферфакса, який також був його майстром у військовому мистецтві. Він малював квіти, крім того, що вирощував їх, і був звинувачений місіс Хатчінсон у тому, що він «висаджував його квіти у своєму саду та працював біля голки зі своєю дружиною та служницями».